# Мардрюс, Жозеф-Шарль
Жозеф-Шарль Мардрюс (фр. Joseph-Charles Mardrus, 1868, Каир — 1949, Париж) — французский врач, поэт и переводчик.

## Биография
Как он говорил о себе сам, «мусульманин по рождению и парижанин по случайности». Родился в Каире в семье выходцев с Кавказа, предположительно армянин (по фамилии Мартиросьян). Путешественник, коллекционер, фотограф, любитель Востока, долгое время жил в Ливане. В Первую мировую войну был военным врачом, с миссией министерства иностранных дел объехал Восток. Затем бывал на Востоке с женой, поэтессой Люси Деларю-Мардрюс.

## Творчество
Поощряемый Малларме, принялся за перевод сказок «Тысячи и одной ночи» (1898—1904, издание в 16-ти томах было посвящено памяти Малларме). Использовал различные варианты текста, восстановил умолчания и лакуны в старом переводе Антуана Галлана. Восток в его переводе увиден глазами поэта-символиста, декадента конца века, героя и автора Портрета Дориана Грея — в этом смысле, его перевод стал и остается литературным памятником эпохи fin de siècle.
Красочные иллюстрации к изданию «Тысячи и одной ночи» Мардрюса выполнены были художником-ориенталистом Леоном Карре и воспроизведены были в российском издании (СПб., 1902-1903).
Среди других его переводов — Коран, Египетская Книга мертвых, Песнь песней.

## Творческое содружество
Над иллюстрациями к его переводам работали Кеес Ван Донген, Андре Дерен и др. Его тексты вдохновляли модельеров (Поль Пуаре), художников (Паскин), скульпторов (Антуан Бурдель). Среди его многочисленных друзей были Ж. М. де Эредиа, Р. де Монтескью, Андре Жид, Марсель Швоб, Анатоль Франс, он вел переписку с Пьером Луисом, Морисом Метерлинком, Анри де Ренье, Реми де Гурмоном, Натали Клиффорд Барни.

## Признание
Борхес отмечал в мардрюсовском переводе «сознательную и удачную недостоверность» и называл его успех «настолько огромным, что имя Мардрюса знают даже арабисты».